# Неутрална България
„Неутрална България“ е политическа коалиция в България.
Създадена е на 22 февруари 2023 г. от 4 политически партии: „Атака“, Българска комунистическа партия, Партия на българските комунисти и Русофили за възраждане на Отечеството.
Коалицията участва в парламентарните избори в България на 2 април 2023 г. Тя е оглавявана от Николай Малинов, който е награден лично от руския президент Владимир Путин и е санкциониран от САЩ по глобалния закон „Магнитски“ заедно с други български политици и висши държавни служители заради „широкото им участие в корупцията в България“. На изборите Малинов оглавява листата в Бургас, а Волен Сидеров е кандидат за народен представител в София и Варна. 
За местните избори на 29 октомври 2023 г. „Атака“ се отделя и участва в тях самостоятелно. На тези избори коалицията „Неутрална България“ е в състав: Комунистическа партия на България, Българска комунистическа партия, Партия на българските комунисти, „Нова сила“ и Русофили за възраждане на Отечеството.

## Вижте още
- Списък на политическите коалиции в България